# Paulo Floro
Paulo Floro é um jornalista brasileiro. É mestre em Mídia e Comunicação pela UFPB e editor da revista Plaf, sobre quadrinhos, e do website Revista O Grito!, especializado em arte e cultura pop com sede em Recife. Em 2021, foi co-editor da oitava edição da revista Ragu, ao lado de Christiano Mascaro, João Lin e Dandara Palankof. Por este trabalho, ganhou, no ano seguinte, o 34º Troféu HQ Mix na categoria de melhor projeto editorial. Em 2023, criou o selo O Grito, ligado ao site de mesmo nome, com objetivo de publicar quadrinhos.